# Venice (Louisiane)
Pour les articles homonymes, voir Venice.
Venice est une census-designated place de la paroisse de Plaquemine, en Louisiane, aux États-Unis. 